# Teemenaarus silvestris
Teemenaarus silvestris là một loài nhện trong họ Cyatholipidae. Chúng là loài duy nhất trong chi Teemenaarus.